# Documentatie- en Archiefcentrum van de Communistische Beweging
Het Documentatie- en Archiefcentrum van de Communistische Beweging (Dacob) is een Belgisch communistisch archief en bibliotheek.
De organisatie is gevestigd in de Kazernestraat 33 te Brussel. De Franstalige tegenhanger is het Centre des Archives du Communisme en Belgique (CArCoB). Tezamen met deze organisatie is de Dacob de exclusieve bewaarnemer van het archief van de KPB.